# Żabieniec (powiat Piaseczyński)
Żabieniec is een dorp in het Poolse woiwodschap Mazovië, in het district Piaseczyński. De plaats maakt deel uit van de gemeente Piaseczno en ligt 1,5 km van het gelijknamige dorp Żabieniec in het powiat Pruszkowski. Żabieniec ligt 3 km ten zuiden van de stad Piaseczno en 19 km ten zuiden van de Poolse hoofdstad Warschau.